# نهر يانة

موقع نهر يانة من شبه الجزيرة الأيبيرية

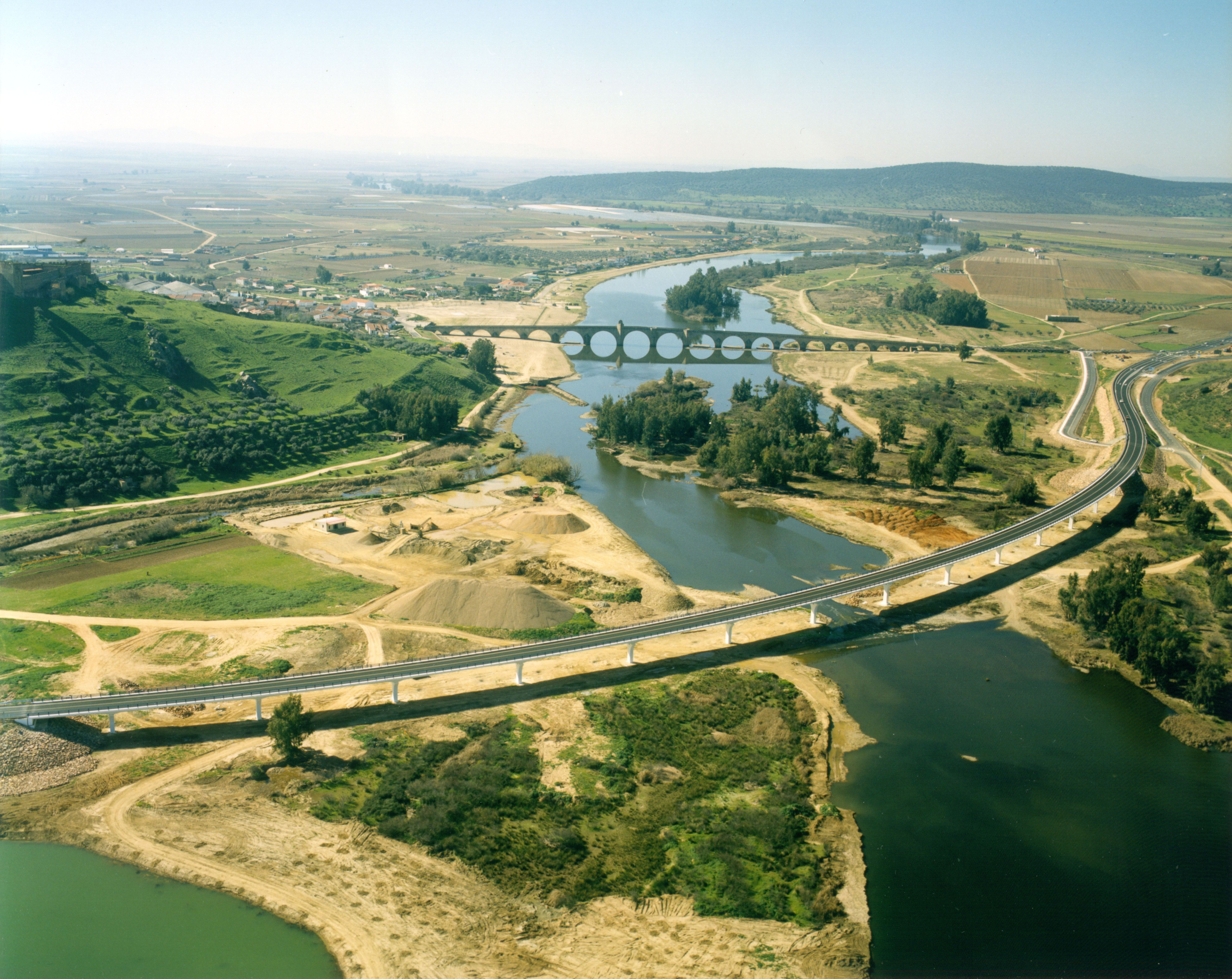
نهر يانة قرب مدينة مدلين (إسبانيا)

نهر يَانَة أو الوادي اليانع أو نهر بَطَلْيُوس (من اللاتينية: Fluminus Anae، ثم العربية: وادي يانة، وهو حاليًا بالإسبانية: Guadiana) أعرض نهر بشبه الجزيرة الأيبيرية، ينبع من وسط إسبانيا ويصب في المحيط الأطلسي على الحدود الإسبانية البرتغالية. يبلغ طوله 742 كم. من روافده نهر أبو الحكم.